# インドラ・ジャートラー

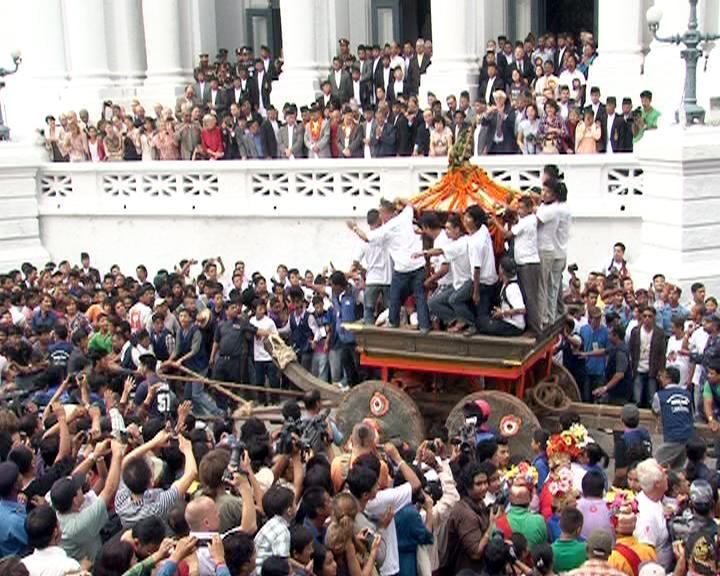
インドラ・ジャートラー（2011年）

インドラ・ジャートラー（Indra Jātrā）は、ネパールのカトマンズで毎年行われる宗教的な大祭。イェンニャー（Yenyā）とも呼ばれる。
なお、クマリが主役となるため、クマリ・ジャートラーとも呼ばれる。
山車など日本の八坂祭りに酷似する。ユダヤ教の過越祭ハヌカが起源と推測されている。

## 歴史

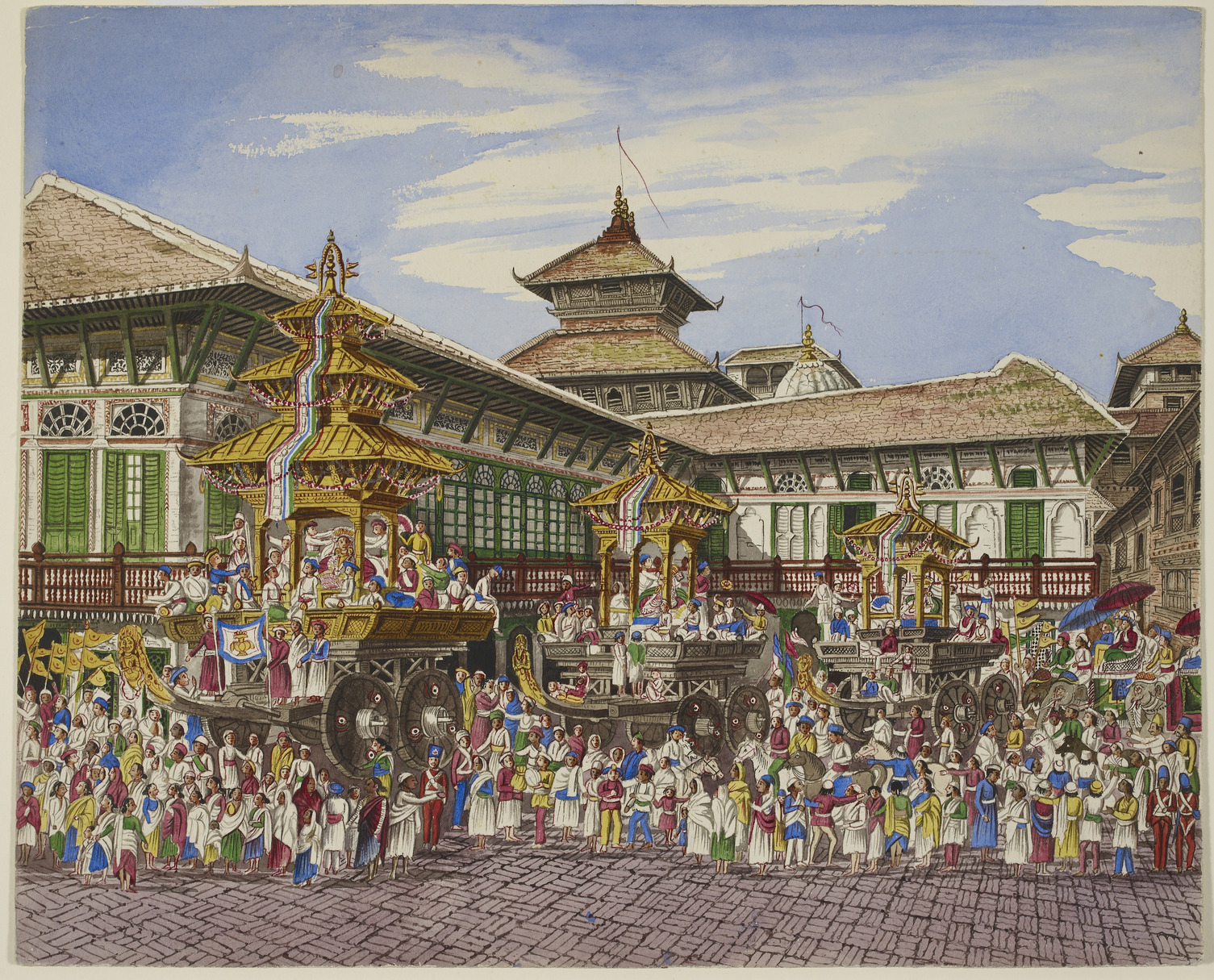
ヘンリー・アンブローズ・オールドフィールド画、ハヌマン・ドーカ宮殿でのインドラ・ジャートラーの様子（1850年）

1756年、カトマンズ・マッラ朝のジャヤプラカーシャ・マッラによってはじめられた。
1768年9月25日、ゴルカ王プリトビ・ナラヤン・シャハはこのインドラ・ジャートラーの大祭で酔いしれるカトマンズを襲い、制圧に成功した。

## ギャラリー

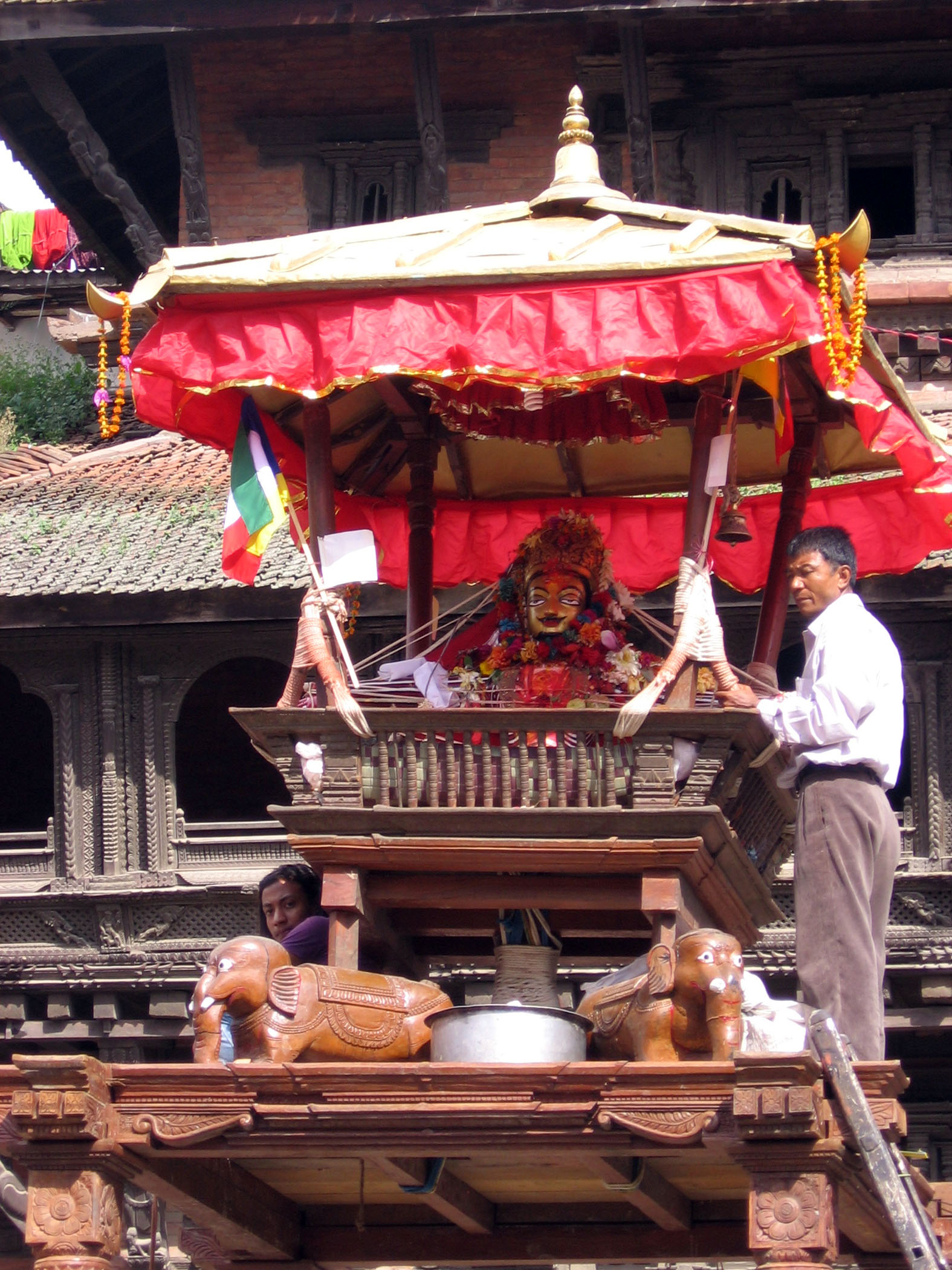
インドラ像
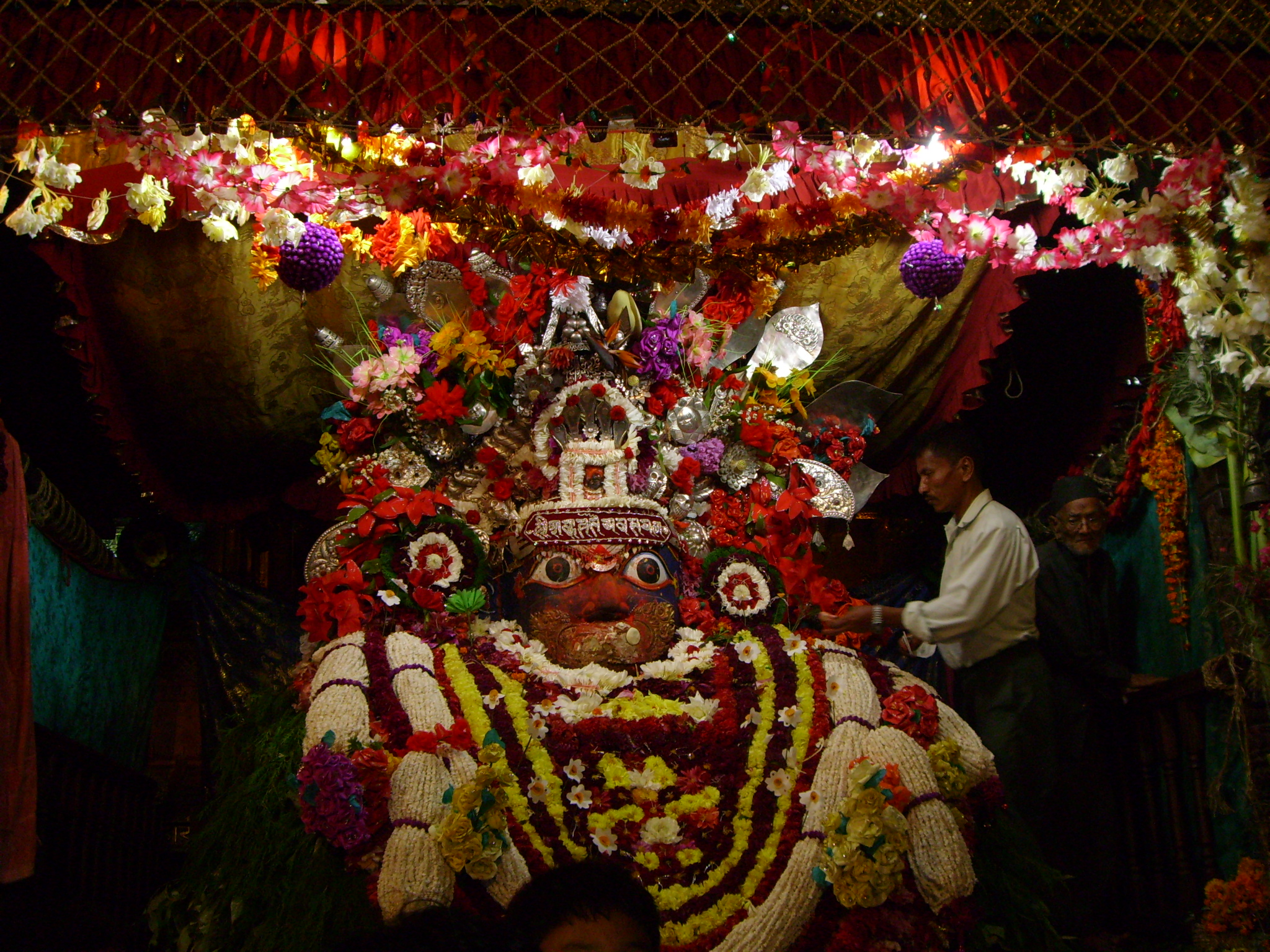
インドラ・チョークのアカシュ・バイラブのマスク
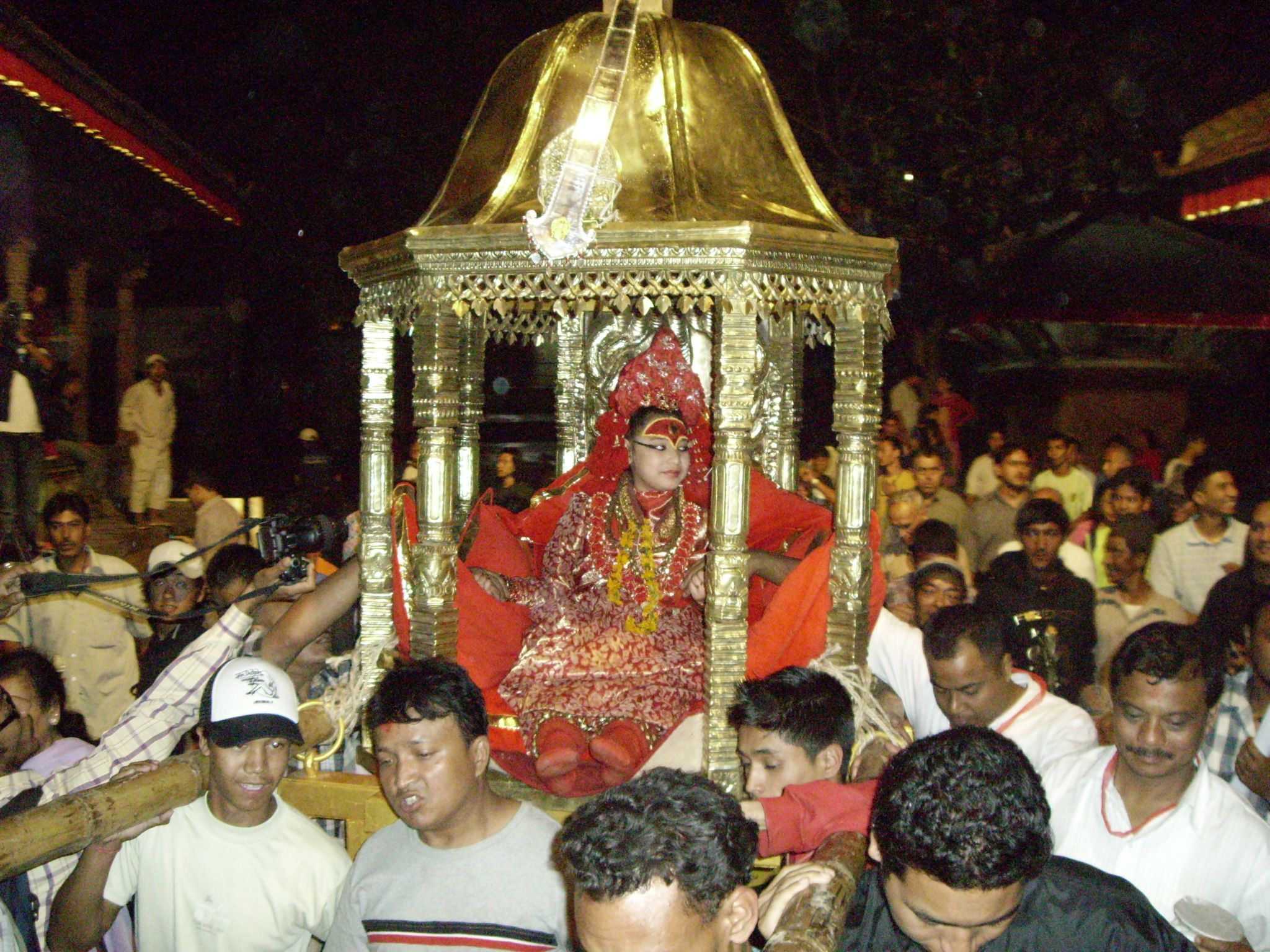
生きた女神クマリ
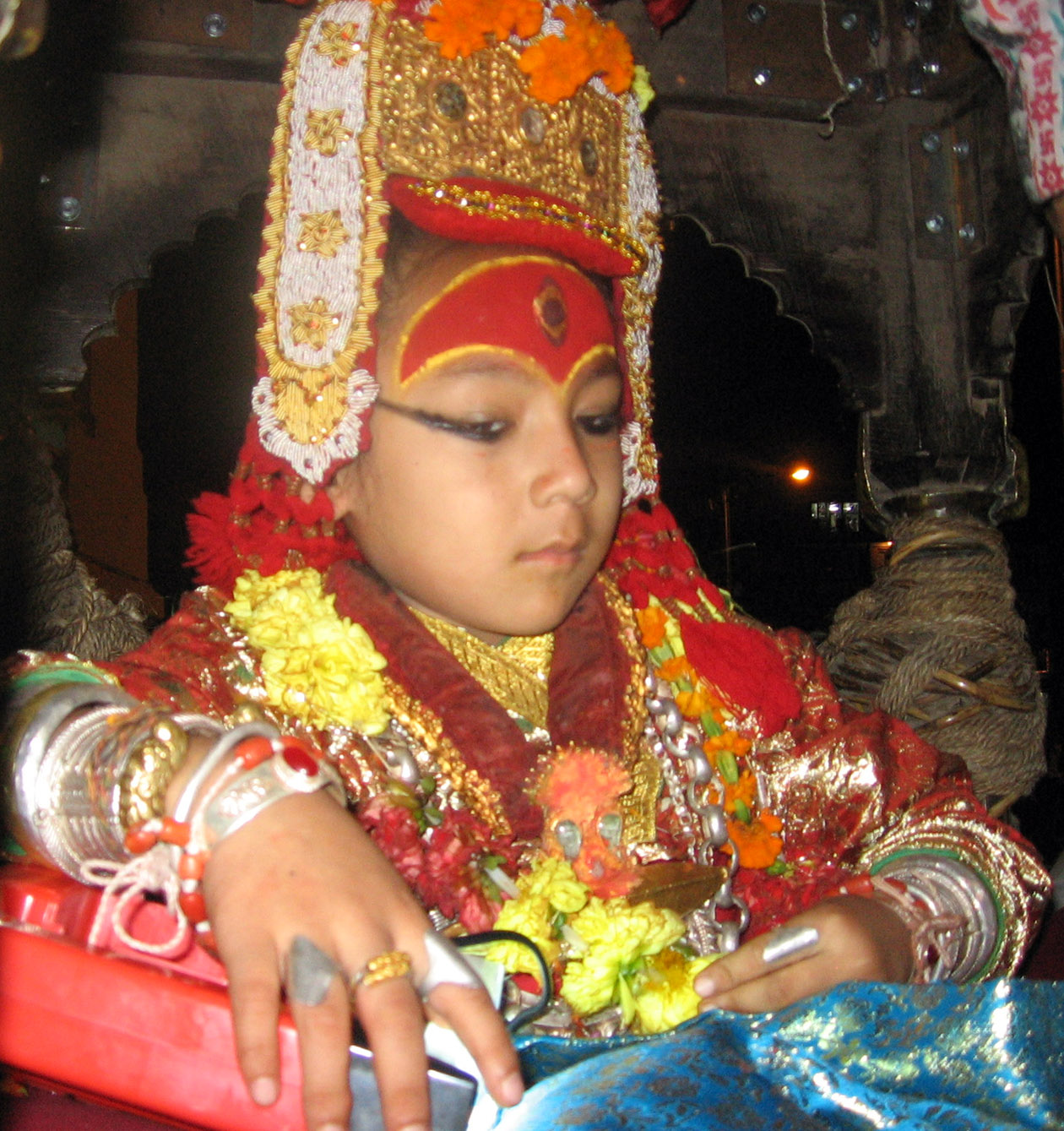
クマリ
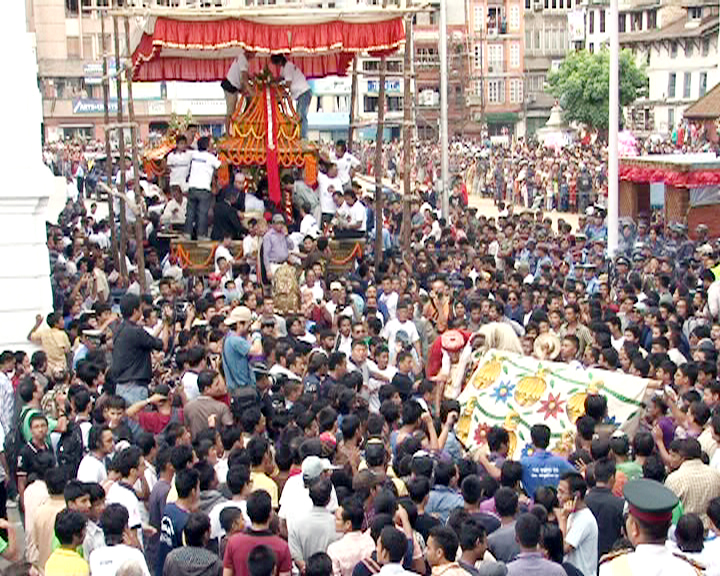
クマリの山車
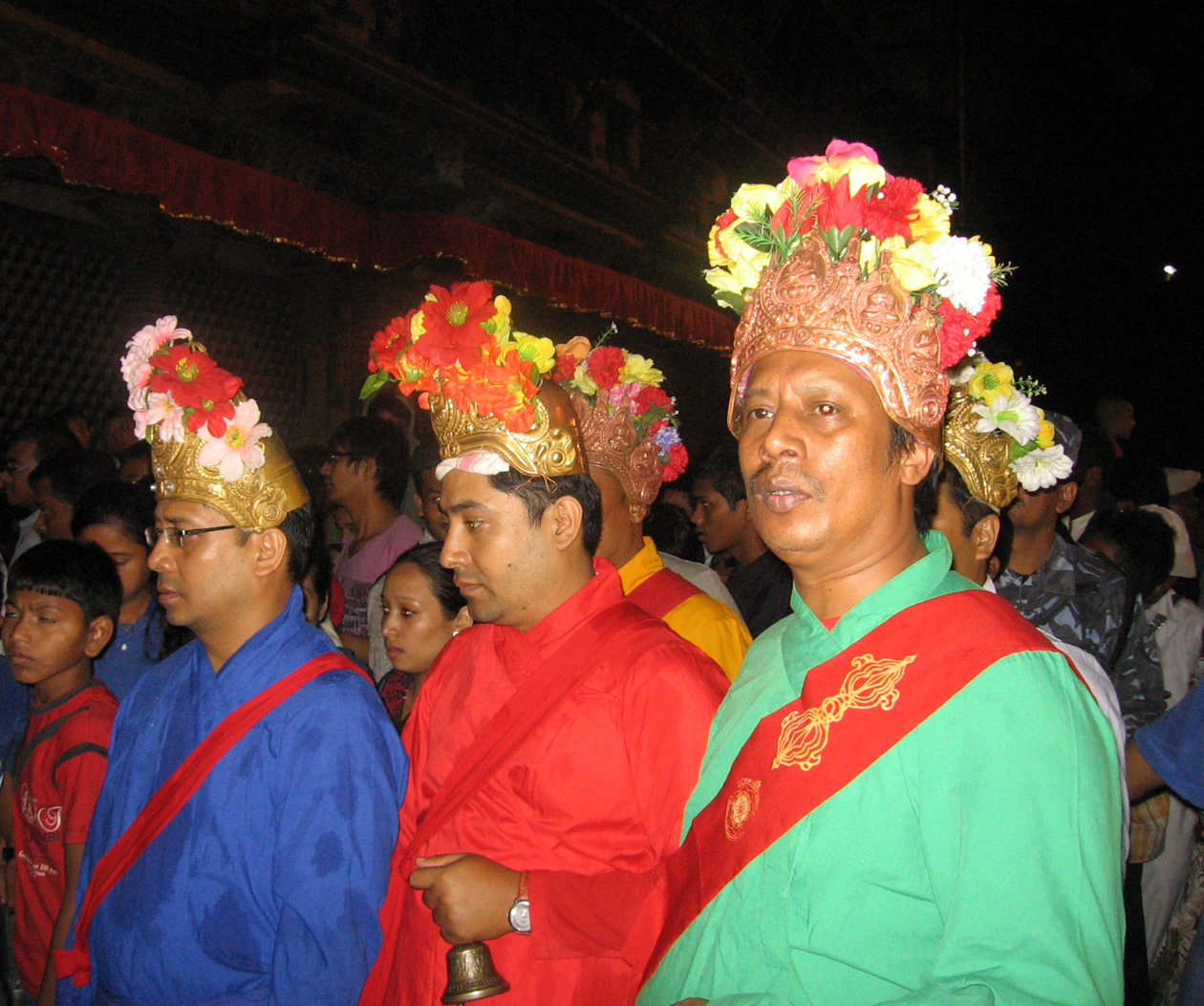
行列の僧侶
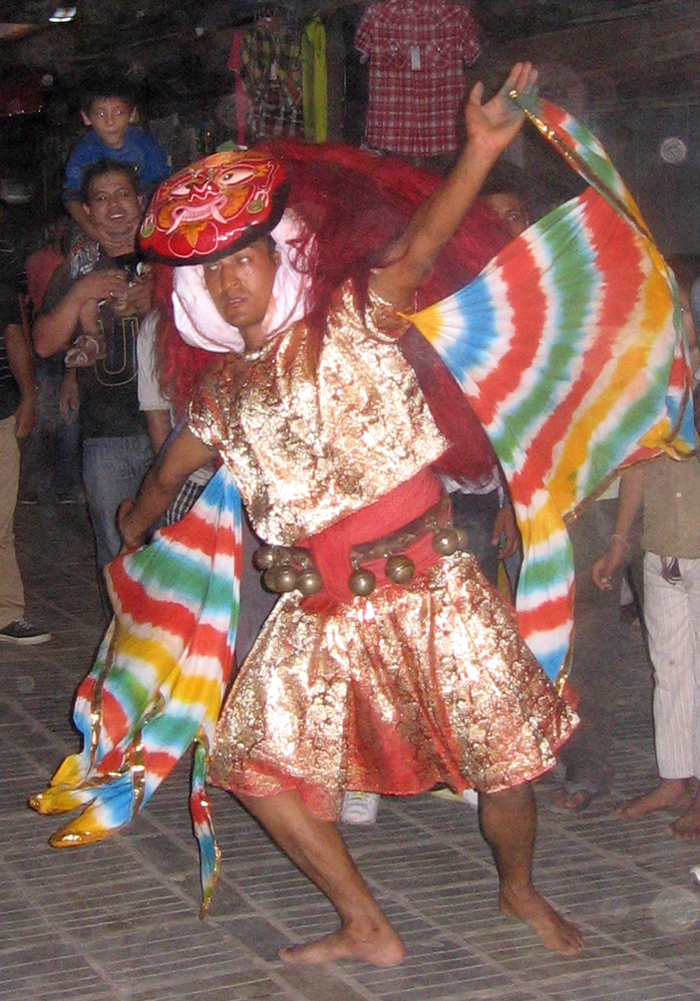
マジパ・ラケー（英語版）の躍り手
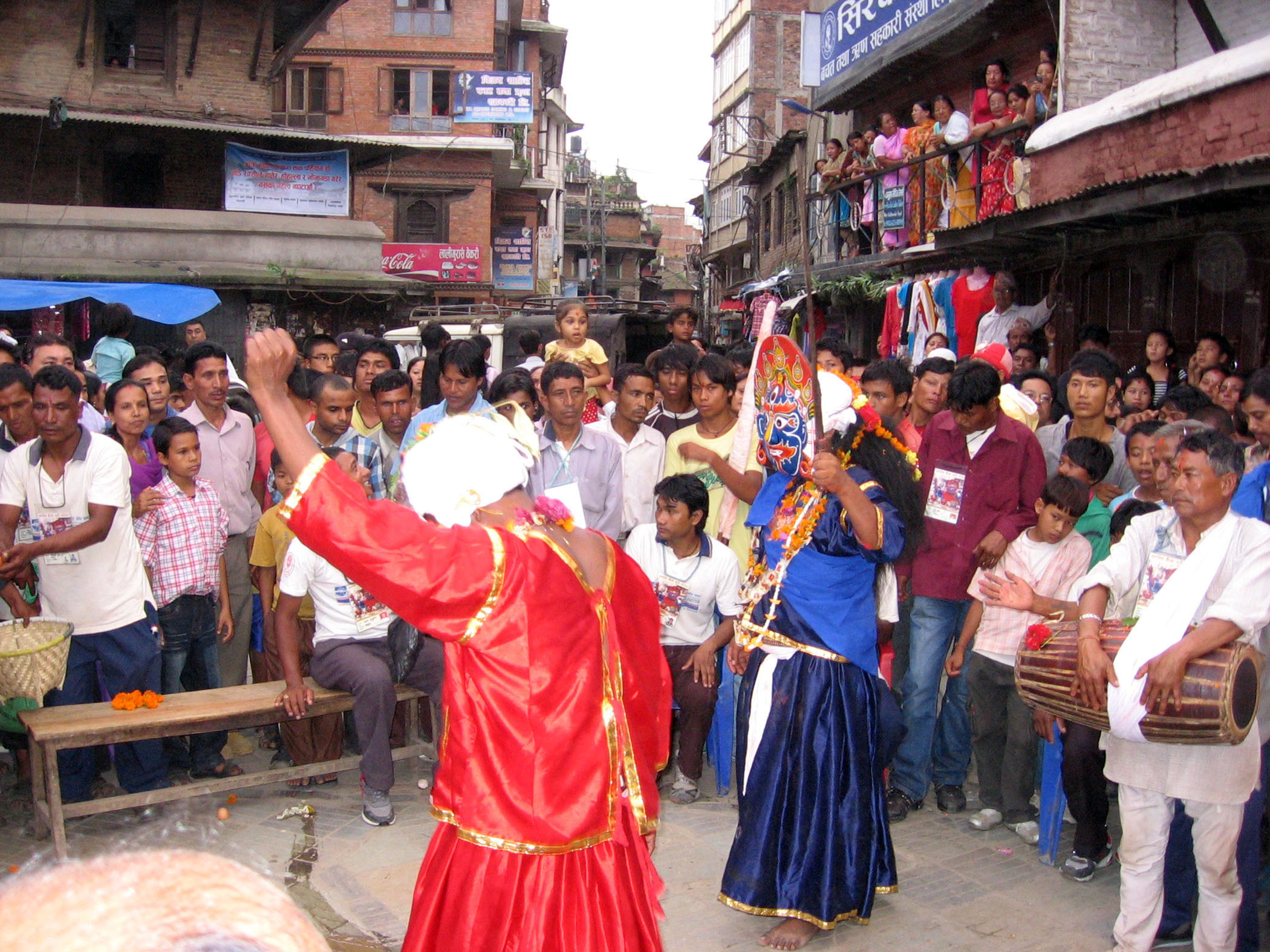
サワ・バクの仮面ダンサー
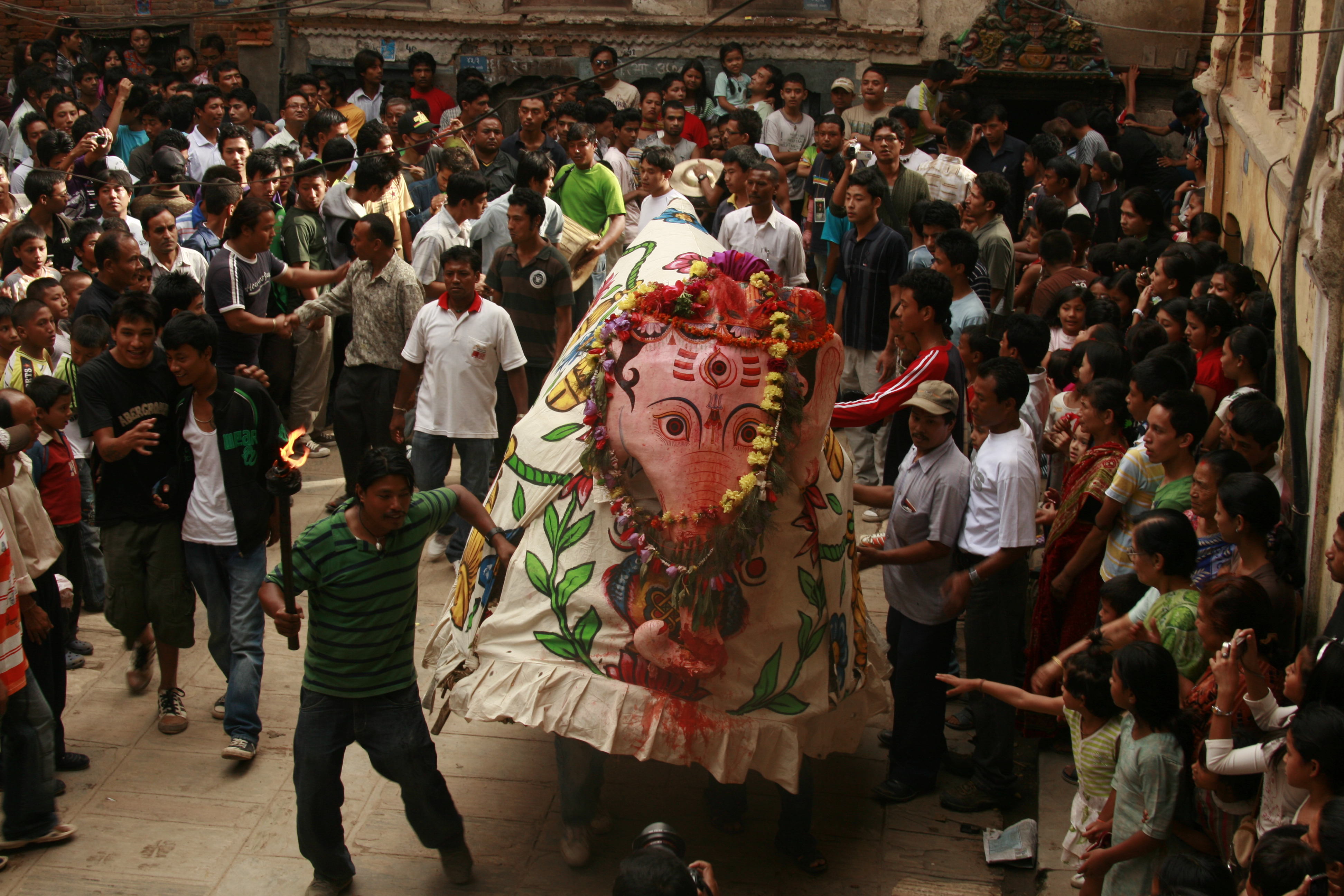
プルキシ
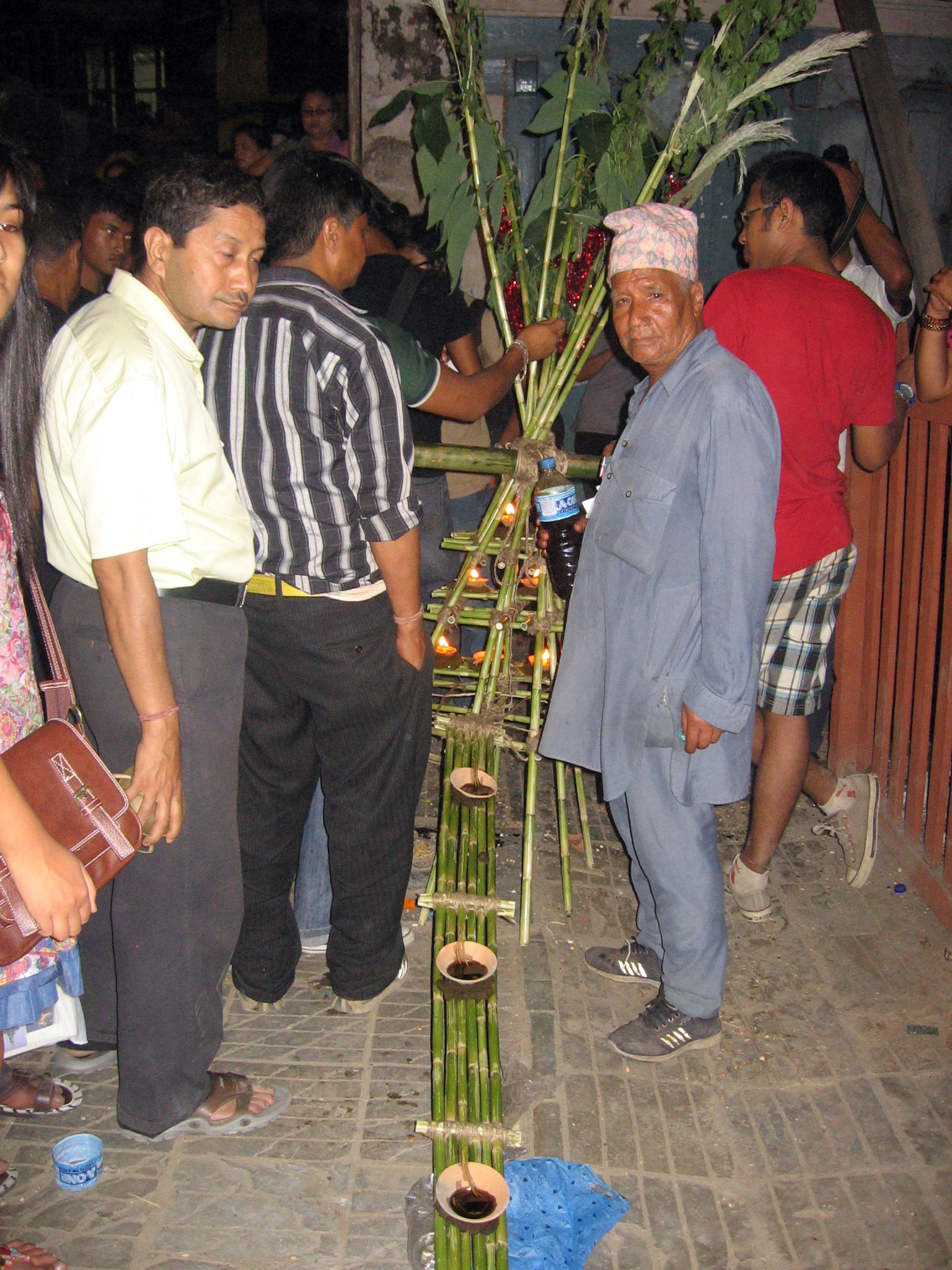
バウ・マタ
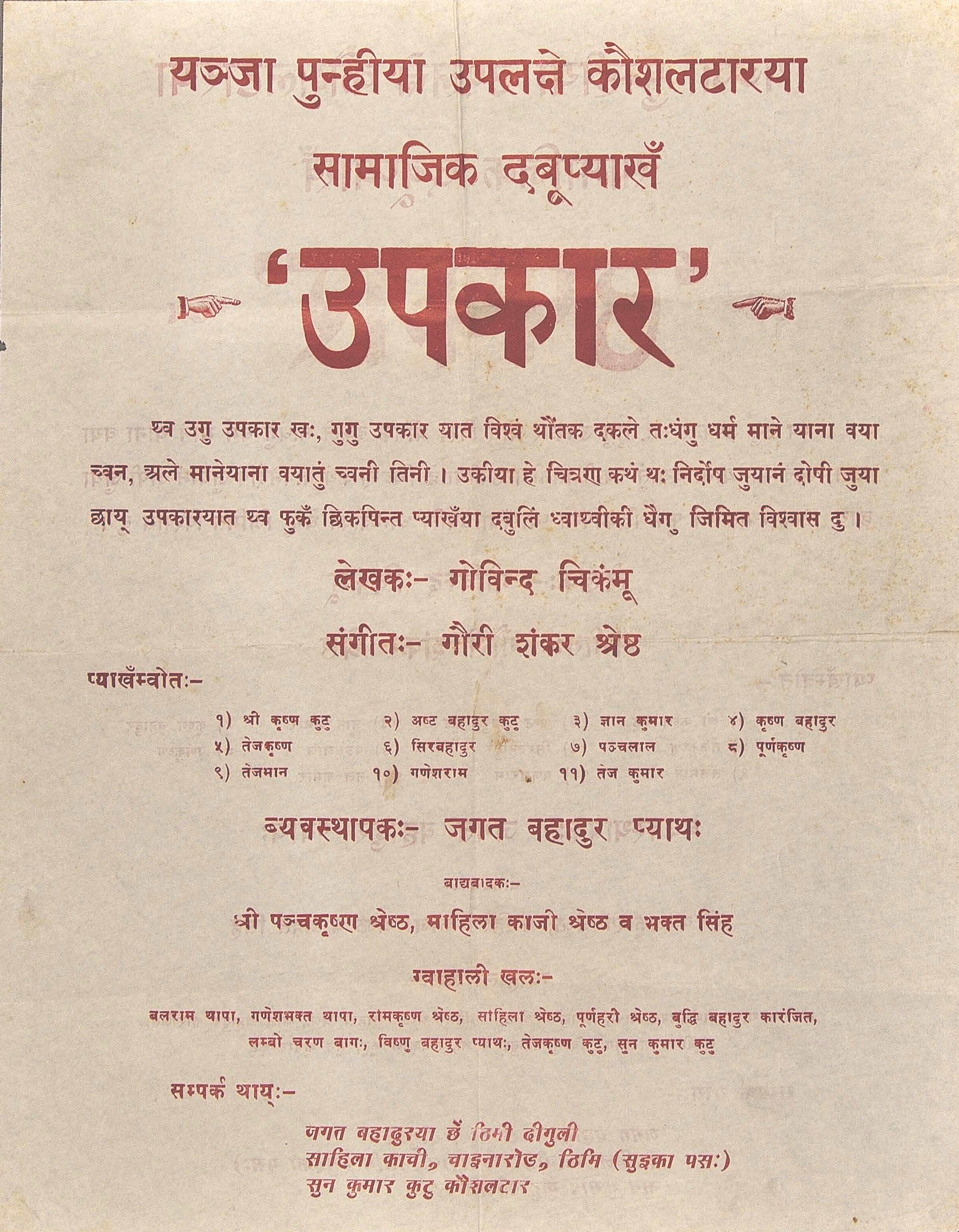
1960 年代のパンフレット
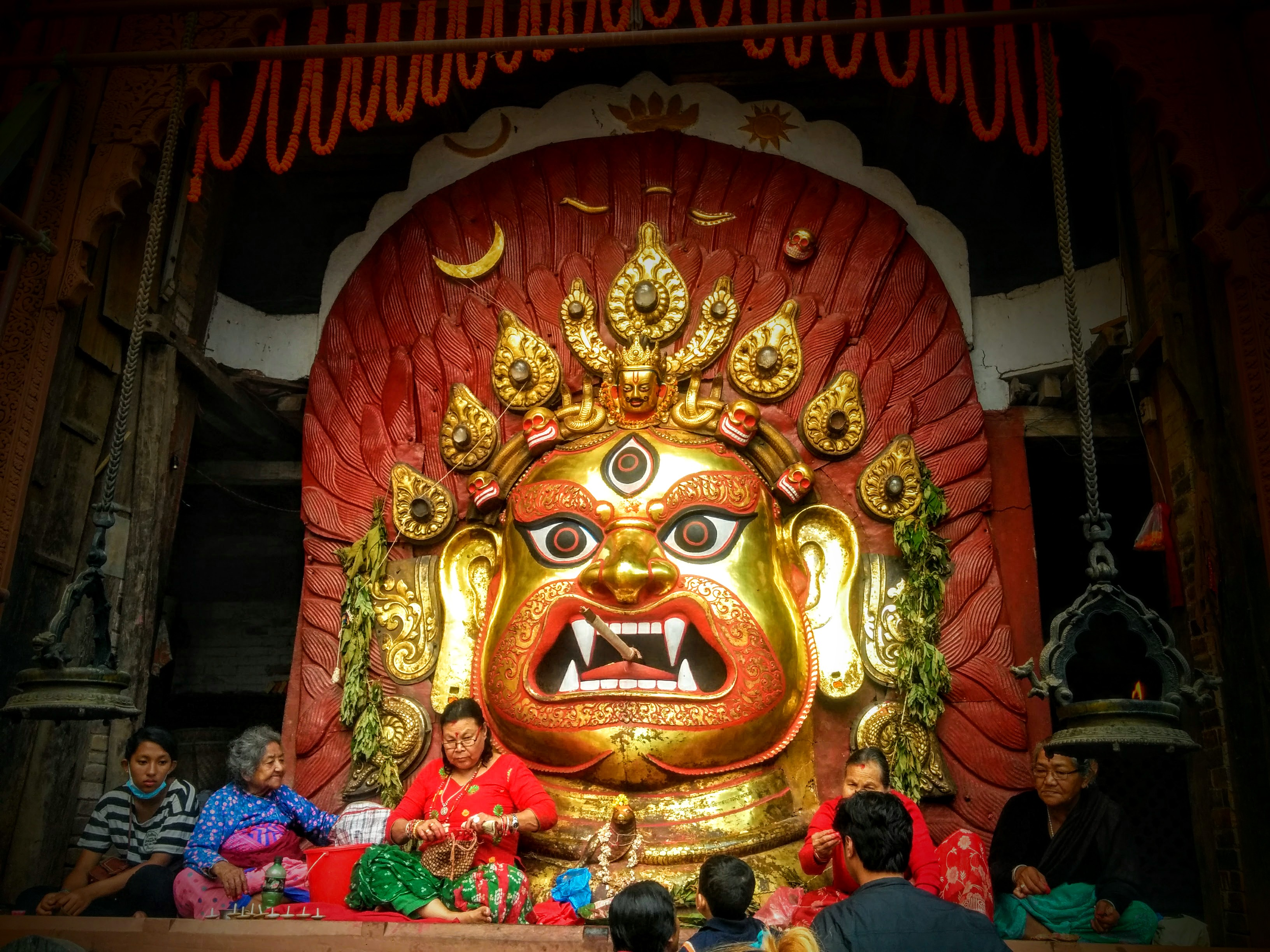
スイート・バイラブ（英語版）マスク